# Bienal de Estambul
La Bienal Internacional de Estambul es una exposición de arte contemporáneo que se celebra cada dos años en Estambul, Turquía, desde 1987. El Bienal está organizada por la Fundación para la Cultura y las Artes de Estambul. Las Bienales son puntos de encuentro en el campo de las artes visuales entre artistas de culturas diversas y la audiencia. İKSV ha favorecido la formación de una red cultural internacional entre arte local e internacional, con la formación de círculos de artistas y críticos de arte para facilitar el conocimiento de nuevas tendencias artísticas cada dos años.

## Formato
Considerada una de las más prestigiosas bienales del mundo, junto a Venecia, São Paulo y Sídney, el International İstanbul Bienal prefiere un modelo de exposición que facilite el diálogo entre artistas y la audiencia a través del trabajo de los propios artistas, en vez de un modelo de representación nacional. El coordinador general de cada edición, nombrado por un consejo consultivo internacional, desarrolla un marco conceptual de acuerdo a los artistas y proyectos invitados a la exposición.
La Bienal da la oportunidad de seguir las más recientes discusiones en el mundo de arte, y por lo tanto elabora un programa educativo complementario, proporcionado para estudiantes y espectadores del arte a través de las exposiciones, las conferencias y los talleres organizados dentro de la muestra. En la 13.ª edición, en 2013, el argumento estrella eran los acontecimientos políticos; su tema era "el arte en los espacios públicos", forzado por acontecimientos como el Parque Taksim Gezi.
Después de que las dos primeras ediciones tuvieran la misma coordinación general, la de Beral Madra (1987 y 1989), İKSV decidió adoptar un solo coordinador por Bienal. En 2015 la exposición tendrá como hilo conductor los nuevos trabajos de más de 50 artistas visuales, así como otras formas de arte ("oceanographers" o "neuroscientists").

## Ediciones

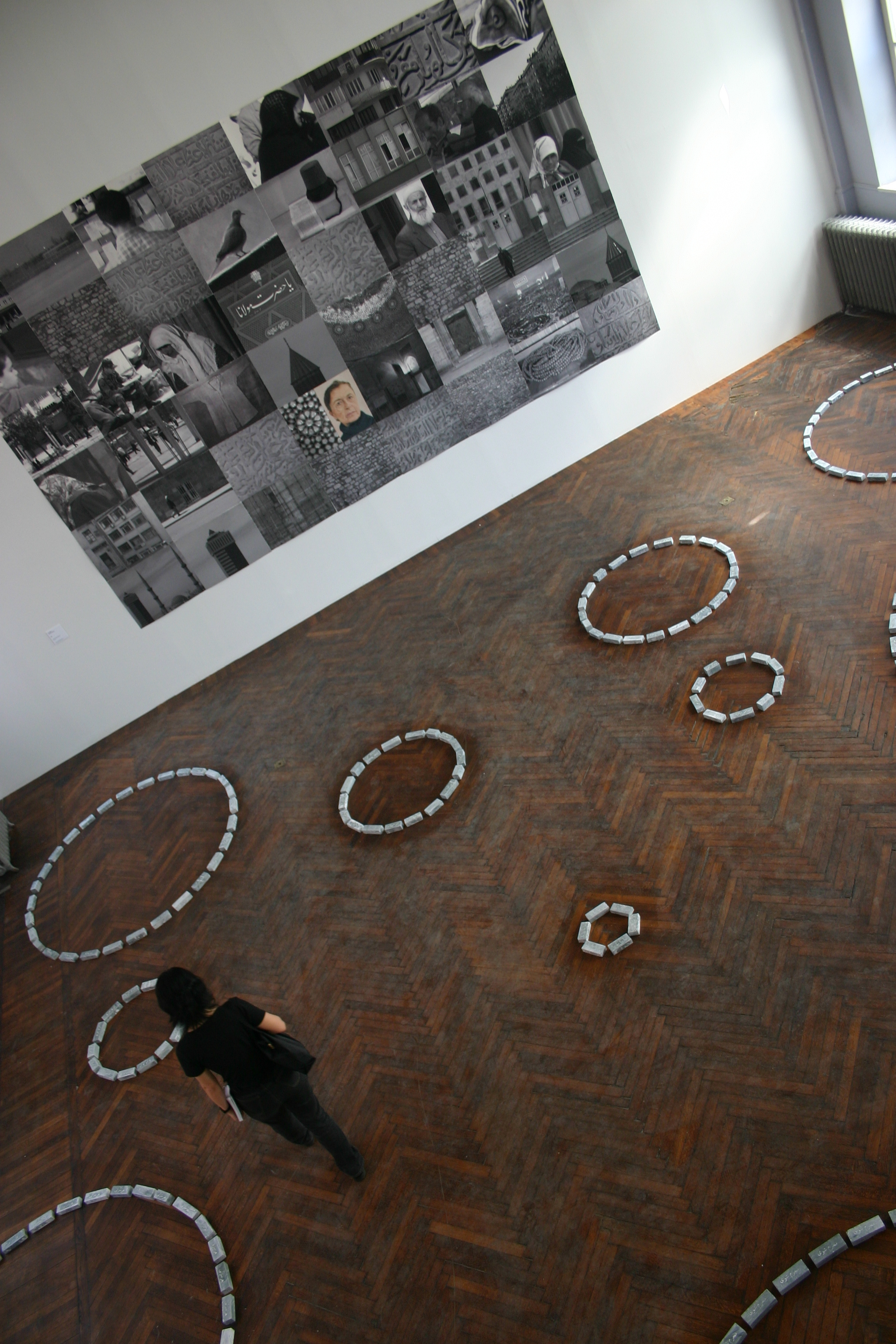
Instalación de Estambul 2005 Bienal

- 1987 "Arte Contemporáneo en Espacios Tradicionales". Coordinador General: Beral Madra
- 1989 "Arte Contemporáneo en Espacios Tradicionales". Coordinador General: Beral Madra
- 1992 "Producción de Director de Diferencia". Coordinador General: Vasif Kortun
- 1995 "Orienta-ation - La Imagen de Arte en un Paradójico Mundial". Coordinador General: René Bloque
- 1997 "Encima Vida, Belleza, Traducciones y Otras Dificultades". Coordinador General: Rosa Martínez
- 1999 "La Pasión y el Ondulatorio". Coordinador General: Paolo Colombo
- 2001 "Egofugal - Fugue de Ego para la Aparición Próxima". Coordinador General: Yuko Hasegawa
- 2003 "Justicia Poética". Coordinador General: Dan Cameron
- 2005 "İstanbul". Coordinación General: Charles Esche y Vasif Kortun
- 2007 "No Sólo Posible, Pero También Necesario: Optimismo en la Edad de Guerra Global". Coordinador General: Hou Hanru
- 2009 "Qué Mantiene la humanidad Viva?"
- 2011 "Untitled" Coordinación General: Adriano Pedrosa y Jens Hoffmann
- 2013 "Mamá, soy bárbaro?" Coordinador General: Fulya Erdemci
- 2015 "SALTWATER: Una Teoría de Formas de Pensamiento": Carolyn Christov-Bakargiev

## Participando artistas en el 12.º Estambul Bienal, 2011
La 12.ª edición estuvo comisariada por Jens Hoffmann y Adriano Pedrosa, y se celebró entre el 17 de septiembre y el 13 de noviembre de 2011. Los espectáculos que abarcó dos edificios en Estambul Antrepo incluido cinco exposiciones de grupo que tomó los títulos: "Untitled" (Ross), Untitled (Historia), Untitled (Abstracción), "Untitled" (Pasaporte), y "Untitled" (Muerte por Pistola), así como presentaciones de solo por los artistas que incluyen: 
- Zarouhie Abdalian            * Bisan Abu-Eisheh
- Jonathas de Andrade          * Nazgol Ansarinia
- Edgardo Aragón               * Marwa Arsanios
- Yıldız Moran Arun            * Mark Bradford
- Geta Bratescu                * Teresa Burga
- Adriana Bustos               * Elizabeth Catlett
- Claire Fontaine              * Nazım Hikmet
- Richard Dikbaş               * Simryn Gill
- Tamás Kaszás & Anikó Loránt  * Tim Lee, Leonilson, Renata Lucas, Dóra Maurer, Tina Modotti, Füsun Onur, Ahmet Öğüt, Vesna Pavlovic, Rosângela Rennó, Meriç Algün Ringborg, Martha Rosler, Gabriel Sierra, Nasrin Tabatabai y Babak Afrassiabi (PÁGINAS), Hank Willis Thomas, Camilo Yáñez, Alessandro Balteo Yazbeck & Medios de comunicación Farzin, Ala Younis, Akram Zaatari.

## Ubicaciones anteriores
En 2009, la bienal tuvo lugar en tres locales en el lado europeo de la ciudad: Antrepo, o almacén, Núm. 3 en Tophane; el Almacén de Tabaco, también en Tophane; y el Feriköy o Escuela griega, en Şişli. Todo del arte seleccionado para la edición de 2011 estuvo expuesta en una ubicación central, en los almacenes núm. 3 y 5 próximos al Museo de Arte Moderno de Estambul.